# Matwei Petrowitsch Bronstein

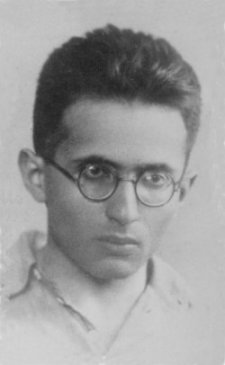
Matwei Petrowitsch Bronstein

Matwei Petrowitsch Bronstein (russisch Матвей Петрович Бронштейн; * 19. Novemberjul. / 2. Dezember 1906greg. in Winnyzja; † 18. Februar 1938 in Leningrad) war ein russischer theoretischer Physiker.

## Leben
Bronstein war der Sohn eines Arztes, studierte 1926 bis 1932 an der Universität Leningrad und war danach am Leningrader Physikalisch-Technischen Institut (FTI bzw. PTI), wo Jakow Iljitsch Frenkel und Abram Fjodorowitsch Ioffe die leitenden Wissenschaftler waren. Er galt als einer der führenden theoretischen Nachwuchswissenschaftler, mit Institutskollegen wie Lew Landau, der 1932 nach Charkow ging, George Gamow und Dmitri Iwanenko. Er hielt Vorlesungen am Institut, schrieb Übersichtsartikel und auch zahlreiche populärwissenschaftliche Artikel. Zu seinen Studenten gehörte 1936 auch Arkadi Migdal.
Bronstein arbeitete in den 1930er Jahren auf verschiedenen physikalischen Gebieten von der Theorie der Halbleiter, der Quantenelektrodynamik bis zur Astrophysik und Kosmologie. Seine Übersichtsartikel über Halbleiterphysik, damals eines der neuen Forschungsgebiete des Leningrader Instituts, waren sehr einflussreich. Ein Angebot Frenkels 1934, dafür seinen russischen Doktortitel zu erhalten, lehnte er aber ab. Auch auf dem zweiten Forschungsschwerpunkt des Instituts, der Kernphysik, hielt er Vorlesungen und war ab 1932 der entsprechenden Gruppe des Instituts, geleitet von Ioffe und Kurtschatow, zugeordnet. Er veröffentlichte selbst allerdings wenig zur Kernphysik und verfolgte auch hier Anwendungen in der Astrophysik (Herkunft kosmischer Strahlung und Supernova-Explosionen). 1931 kam es zu einem Skandal am Institut, als die jüngeren Theoretiker Gamow, Bronstein, Landau, Iwanenko u. a. dem Direktor des Physikalischen Instituts der Moskauer Universität Boris Hessen (1893–1936), der sich damals mit einem Artikel über Äther in der Sowjetenzyklopädie wenig auf der Höhe der Zeit zeigte, einen Spott-Brief schickten: Neben einer Äther-Flasche war auch eine Phlogiston-Flasche abgebildet. 1932 übersetzte er Paul Diracs Quantenmechanik Lehrbuch ins Russische (mit Iwanenko), es erschien 1937. Bekannt ist er heute vor allem deswegen, weil er einer der ersten war, der die Probleme der Quantengravitation untersuchte. Wie auch Markus Fierz und Wolfgang Pauli sowie Léon Rosenfeld zuvor erkannte er, dass die linearisierte Feldtheorie der Gravitation, entsprechend der Allgemeinen Relativitätstheorie, der Quantentheorie von Spin-2-Feldern entspricht, sah aber aus dem nichtlinearen Charakter der Theorie Schwierigkeiten bei der Quantisierung vorher und vermutete, dass am Ende eine radikal neue Auffassung des Raum-Zeit-Konzepts notwendig wäre. Dass die Gravitation überhaupt quantisiert werden muss, war damals keineswegs unter den theoretischen Physikern Konsens.
In einer seiner letzten Arbeiten widerlegte Bronstein eine damals auch in der Sowjetunion offiziell favorisierte Erklärung der von Edwin Hubble entdeckten Rotverschiebung der Galaxien nicht durch die Expansion des Universums, sondern durch Alterung (Zerfall) der Photonen. Es gab damals in der Sowjetunion eine Kampagne gegen moderne Physik, die unter anderem auch führende Theoretiker wie Igor Tamm und Leonid Mandelstam vorübergehend die Lehrbefugnis kostete.
Bronstein beschäftigte sich aber auch mit praktischen Fragen, z. B. schrieb er eine Arbeit über eine elektromagnetische Messmethode für die Geschwindigkeit eines Flugzeugs, die Kurtschatows Beifall fand.
Während der Säuberungswellen in den 1930er Jahren, denen auch der berühmte theoretische Physiker Lew Landau beinahe zum Opfer fiel, wurde er verhaftet und nach einem der kurzen „Prozesse“ des NKWD, die damals am Fließband abliefen, zum Tode verurteilt und kurz darauf im Keller des Leningrader NKWD-Gefängnisses hingerichtet. Der genaue Grund ist unbekannt (er war nicht mit Leo Trotzki verwandt, wie manchmal behauptet wird). Möglicherweise hat es damit zu tun, dass er das Ansinnen seines Verlegers, in seinem letzten Buch aus patriotischen Gründen die Unwahrheit zu schreiben, abwies und dies sogar als „faschistisch“ bezeichnete. Das Buch wurde eingestampft. Seiner Frau, der Dichterin und späteren Menschenrechtsaktivistin Lidija Tschukowskaja, erzählte man, er sei zu 10 Jahren Zwangsarbeit verurteilt worden ohne die Möglichkeit zur Kontaktaufnahme.
Bronstein war auch der Autor einiger russischer populärwissenschaftlicher Bücher: Solare Materie, ein Buch für Kinder, sowie Struktur der Materie (1935), Erfinder des Radios und X-Strahlen, die nach seiner Rehabilitierung 1957 neu aufgelegt wurden. Er plante auch ein Buch über Galilei.
George Gamow zitiert ihn in seiner Autobiografie als Abatic Bronstein.
Sein Grab befindet sich auf dem Lewaschowo-Gedenkfriedhof von Sankt Petersburg.